# National Cycling Centre (Couva)
National Cycling Centre is een 250 meter lange velodroom in Couva.

## Geschiedenis
De National Cycling Centre was de eerste indoor wielerbaan in de Caraïben. Ze kwam er nadat de Arima Velodrome maar beperkte capaciteit had om te trainen en ook geen verlichting had. De start van de bouw was in 2012 en ze werd geopend in 2016 naar plannen van de Duitse architectenbureau Ralph Schürmann. De wielerbaan is 250 meter lang en heeft een hellingsgraad van 45 graden, hiermee voldoet ze aan de eisen voor een UCI categorie 1 baan geschikt voor internationale wedstrijden.
De nationale bond Trinidad & Tobago Cycling Federation gebruikt het stadion als oefencomplex voor de nationale ploegen. In 2022 werd de baan goedgekeurd als een UCI WCC Satellite Center waardoor atleten die eerder naar Zwitserland moesten uitwijken om te trainen dat nu ook in Couva konden.